# Lojejer
Lojejer is een bestuurslaag in het regentschap Jember van de provincie Oost-Java, Indonesië. Lojejer telt 19.321 inwoners (volkstelling 2010).